# Добовлє
Добовлє (словен. Dobovlje) — поселення в общині Домжале, Осреднєсловенський регіон, Словенія. 
Висота над рівнем моря: 431,5 м.